# جوي وليامز (كاتبة)
جوي وليامز (بالإنجليزية: Joy Williams)‏‏ (11 فبراير 1944 في تشيلمسفورد - ) روائية، ومقالاتية من الولايات المتحدة.

## الجوائز
- زمالة غوغنهايم